# Centralwings
Centralwings est une compagnie aérienne à bas prix disparue en 2009, dont le siège se trouvait rue Sienkiewicz à Łódź en Pologne. Filiale de LOT Polish Airlines, elle est durant ses années de fonctionnement la seule compagnie à bas prix à utiliser le terminal principal de l'aéroport Frédéric-Chopin de Varsovie qui est également sa base. La plupart des avions utilisés par Centralwings, des Boeing 737, appartenaient à LOT.

## Histoire
La compagnie est créée en décembre 2004 et commence ses opérations en février 2005. Déficitaire sur tous ses exercices, elle renonce à l'ensemble de ses activités de vols réguliers au cours du premier semestre 2008 et tente une reconversion en compagnie exclusivement de vols charters. Ne parvenant pas à équilibrer ses comptes, elle est finalement dissoute le 26 mars 2009.

## Destinations
Centralwings proposait des vols depuis Varsovie, Cracovie, Katowice, Poznań et Wrocław vers, entre autres, Londres, Rome, Cologne, Lille, Grenoble ou encore Lisbonne, Paris et Dublin. 

## Flotte

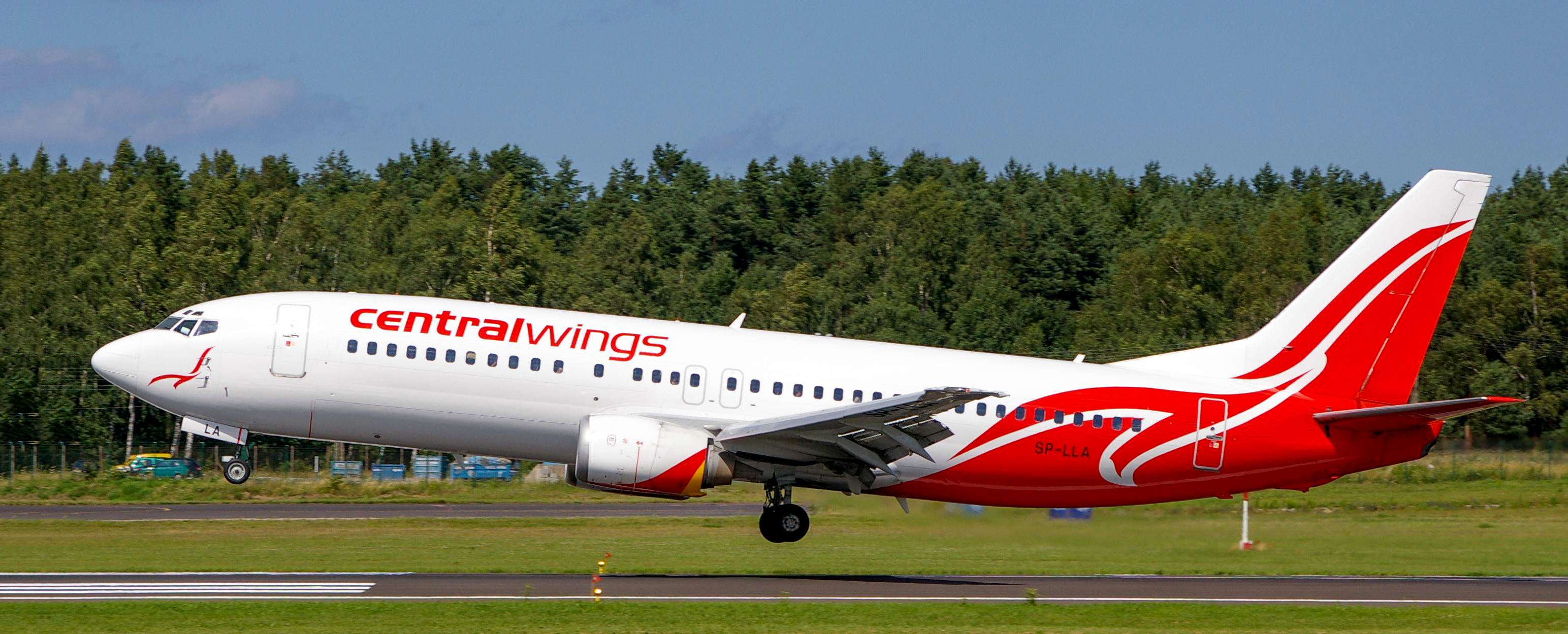
Boeing 737-400 aux couleurs de Centralwings.

La flotte était constituée des avions suivantes :
- trois Boeing 737-300 ;
- six Boeing 737-400.